# Музей на минното дело
Музеят на минното дело в Перник е създаден през 1986 г. Той е част от подземна минна галерия, в която между 1891 и 1966 г. са се добивали кафяви въглища. Музеят е единствен по рода си на Балканския полуостров.

## История
Открит на 26 август 1986 г. Разположен е в запазените галерии на първия български рудник „Старите рудници“, който е открит през 1891 г. В него се добиват кафяви въглища до 1966 г., когато залежите му са изчерпани и е закрит. През 1980-те години по подобие на солната мина „Величка“ в Полша, се взима решение да се направи музей на минното дело в Перник.

## Експозиция
Музеят се помещава в две минни галерии с дължина 630 m, в които са показани около 30 експозиции, представящи развитието на минното дело в България. Чрез автентични експонати се проследява развитието на техниката за добив на въглища. Представени са различни съоръжения за укрепване и осветление. Проследява се развитието на транспортната техника – локомотиви и пътнически вагонетки.
В музея има мултимедийна зала, в която се правят мултимедийни презентации и се представя първият документален филм за Перник. От 2012 г. е поставен иконостас на Св. Иван Рилски – небесен покровител на миньорите.
До входа на музея е запазено вкаменено дърво на повече от 50 млн. години. То е наречено „дърво на щастието“. При влизане в мината миньорите са го докосвали за щастие.

## Галерия
- Иконостасът на Св. Иван Рилски в минната галерия
- Минна галерия
- Минна галерия
- Проходчески комбайн

## Туризъм
Музеят на минното дело от 2013 г. е част от 100-те национални туристически обекта на Българския туристически съюз. Намира се под № 39.
В музея се влиза с екскурзовод при наличието на група не повече от 20 души. Обиколката е с продължителност около 40 минути, като е задължително слагането на каски, които се раздават при влизане. За по-добър комфорт на посетителите е необходимо наличието на връхна дреха, поради постоянната ниска температура в галериите, която е малко над 0 °C.